# Гаранин, Анатолий Сергеевич

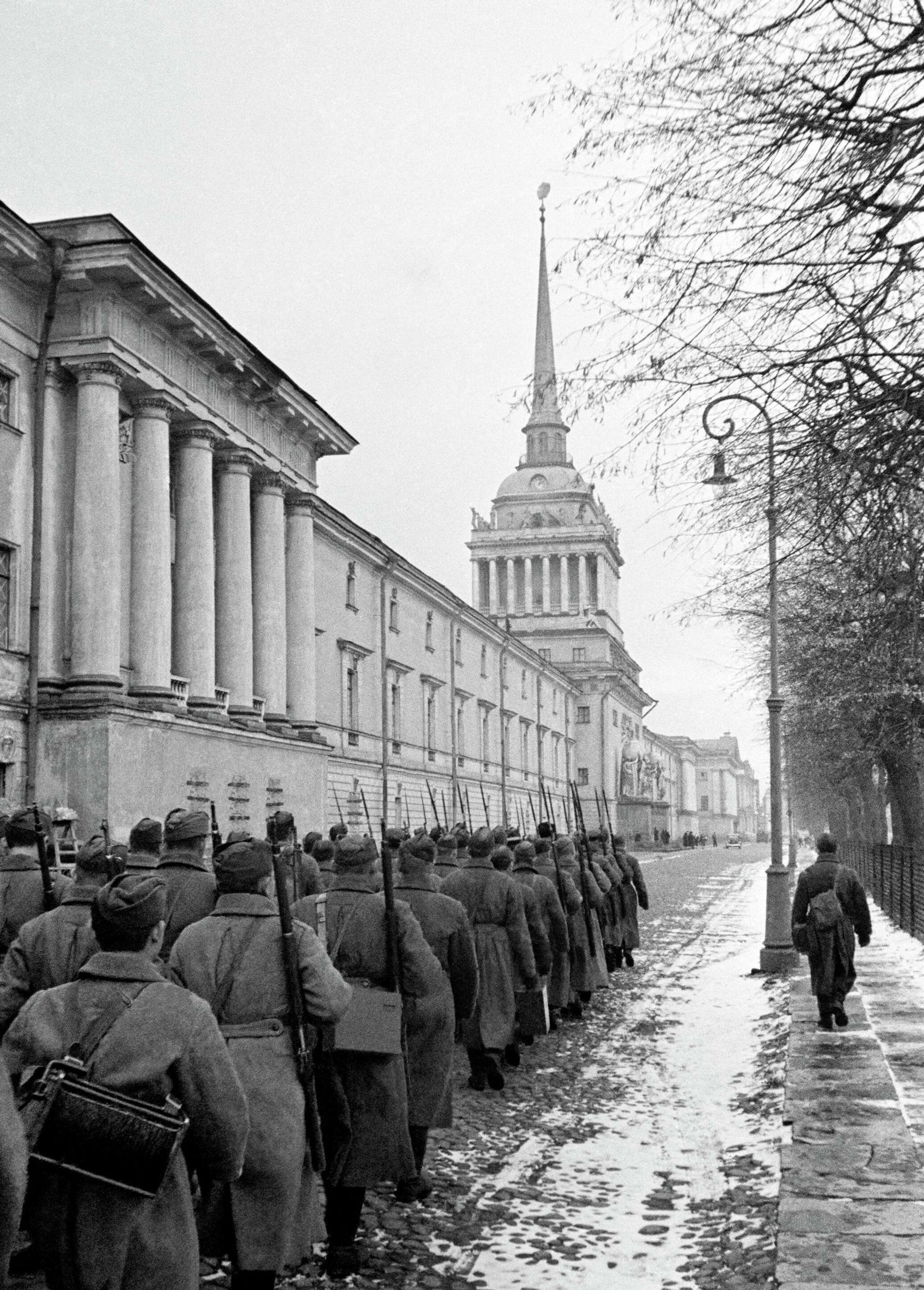
Фотография Гаранина «Всевобуч», 9 октября 1941

Анатолий Сергеевич Гаранин (10 июня 1912, Москва—7 апреля 1990, Москва) — фотограф, советский мастер фотоискусства.

## Биография
Анатолий Сергеевич Гаранин с середины 1930-х годов сотрудничал со многими московскими газетами и журналами. С 1939 года — корреспондент «Иллюстрированной газеты», издаваемой «Правдой». Поместил там несколько фотоочерков, наибольшую известность из которых получил «Если завтра война».
В годы Великой Отечественной войны — корреспондент газеты «Фронтовая иллюстрация». Снимал боевые действия Советской Армии на разных фронтах. Лучшие его работы несут в себе правду боевой обстановки. Снимок «Смерть солдата», сделанный на Крымском фронте в мае 1942 года, вошёл в число классических произведений фронтового фоторепортажа.
В послевоенные годы творческая деятельность связана с журналом «Советский Союз». Гаранин был одним из ведущих фотокорреспондентов этого издания.
С 1964 года снимал московский Театр на Таганке.
Награждён орденом Трудового Красного Знамени, орденом «Знак Почета», медалью «За трудовое отличие».
Архив Гаранина (около 50 тыс. единиц хранения) передан в агентство РИА Новости.
Похоронен на Ваганьковском кладбище.

## Персональные выставки
- 2008 — «Фототеатр Таганка. Анатолий Гаранин» Музей Современной Истории России, Москва.
- 2014 — «Анатолий Гаранин. СОВЕТСКИЙ СОЮЗ», Манеж, Москва

## Книги с участием Гаранина
- D.Mrazkova & V.Remes «Another Russia», Thames&Hudson, London 1986.